# Страхопуд
«Страхопу́д» («Страшилище», «Пугало») — галицко-русский сатирический и юмористический журнал. Печатался на язычии, выходил как двухнедельник, но непериодически и с перерывами в Вене (1863—1868). Журнал вёл ожесточённую борьбу «за единство русского языка». В конце 1872 года его начали печатать во Львове, но он издавался только год с небольшим и то за это время два его номера были конфискованы. Его издание возобновилось лишь в 1880—1882 годах, в 1886 году под названием «Страхопуд» выходила газета. «Страхопуд» издавал приложения: «Словянская звезда», «Беседа» и др. В разные времена его редактировали Осип Ливчак, В. Стебельский, Осип Мончаловский.